# Carol e la fine del mondo
Carol e la fine del mondo (Carol & The End of the World) è una serie animata statunitense creata da Dan Guterman. La serie è uscita in esclusiva mondiale su Netflix il 15 dicembre 2023.

## Trama
La serie ruota attorno all'imminente apocalisse. Un misterioso corpo celeste sta per colpire la Terra e spazzare via per sempre la razza umana. Secondo gli scienziati, mancano solo sette mesi all'impatto, dopodiché non rimarrà altro che polvere. L'umanità decide quindi di utilizzare il tempo che le resta in nome della libertà e di se stessa. Questo vale per tutti tranne che per Carol. Insicura e confusa del suo posto nel mondo, vaga alla cieca alla ricerca di se stessa. Tutto però cambia quando scopre un ufficio misterioso.

## Episodi
| n° | Titolo originale                   | Titolo italiano                      | Prima TV         | Prima TV it.     |
| -- | ---------------------------------- | ------------------------------------ | ---------------- | ---------------- |
| 1  | Pilot                              | Pilot                                | 15 dicembre 2023 | 15 dicembre 2023 |
| 2  | The Distraction                    | La distrazione                       | 15 dicembre 2023 | 15 dicembre 2023 |
| 3  | Throuple                           | Triangolo amoroso                    | 15 dicembre 2023 | 15 dicembre 2023 |
| 4  | Sisters                            | Sorelle                              | 15 dicembre 2023 | 15 dicembre 2023 |
| 5  | David                              | David                                | 15 dicembre 2023 | 15 dicembre 2023 |
| 6  | Holidays                           | Festività                            | 15 dicembre 2023 | 15 dicembre 2023 |
| 7  | The Beetle Broach                  | La spilla a forma di scarabeo        | 15 dicembre 2023 | 15 dicembre 2023 |
| 8  | The Life & Times of Bashiir Hassan | La vita e il tempo di Bashiir Hassan | 15 dicembre 2023 | 15 dicembre 2023 |
| 9  | Saltwater Lullaby: A Surf Odyssey  | Alla ricerca dell'onda perfetta      | 15 dicembre 2023 | 15 dicembre 2023 |
| 10 | The Investigation                  | L'indagine                           | 15 dicembre 2023 | 15 dicembre 2023 |

### Pilot
Carol fa un sogno surreale risvegliandosi nella metro. La donna si muove nella sua vita in mezzo alle notizie sull'imminente fine del mondo, assistendo agli altri che inseguono i loro sogni. Nonostante il caos sociale, Carol appare distaccata, mentendo sulle sue attività ai genitori preoccupati. Riceve una sorprendente lettera dalla banca che cancella il suo debito e la incoraggia a vivere pienamente. Carol incontra Eric a un concerto, condivide un momento di vulnerabilità e va a casa sua. Tuttavia, scopre che lui è sposato e ha un figlio. A disagio, se ne va e affronta una notizia inaspettata sulla crociera dei suoi genitori. Carol è alle prese con domande esistenziali e incontra la donna del sogno e la segue in un edificio di vetro, dove la vita sembra normale nonostante l'imminente apocalisse. L'episodio fonde il surrealismo con la ricerca di uno scopo da parte di Carol in un mondo in rovina.

### La distrazione
La narrazione si sposta sul punto di vista di Eric dopo la partenza di Carol. Eric affronta il mal di testa, simboleggiato dal disfarsi della fede nuziale. Nel frattempo, Carol si ritrova immersa in un misterioso ufficio contabile, diventando un'assistente amministrativa contro la sua volontà. Mentre il mondo si avvicina alla fine, Carol si adatta alla sua routine, ma deve affrontare le sfide di una fotocopiatrice malfunzionante e la ricerca di un toner sfuggente. Nel corso di una valutazione personale, nel suo cassetto compare una misteriosa pistola. Disperata, partecipa a una cerimonia di inaugurazione di una casa, che porta a un teso stallo per il toner. Il giorno dopo, la fotocopiatrice funziona miracolosamente e Carol diventa ufficialmente assistente amministrativa. In un incontro inaspettato, Donna condivide informazioni sull'organizzazione e presenta a Carol "La distrazione" al 43º piano, lasciando l'episodio con un'aria di mistero e intrigo.

### Triangolo amoroso
Carol che prepara il pane alla banana. La narrazione segue poi la routine mattutina di Carol, Donna e di un uomo che Donna va a prendere mentre si recano al lavoro. In ufficio, Carol sogna ad occhi aperti di fare amicizia con Donna, ma la realtà è un po' più imbarazzante. Donna alla fine accetta un'offerta di pace di pane alla banana. Nel frattempo, durante una crociera, i genitori di Carol e Michael si divertono, ma il capitano della nave, stanco dei suoi trent'anni di viaggi, riflette sulla sua vita. In ufficio, la Direzione cerca volontari per i turni di notte e Donna offre informazioni sul misterioso audit che stanno conducendo. Durante la notte, Donna e Carol legano con il pane alla banana, la famiglia e le confessioni personali. Luis, un uomo calvo, suggerisce che l'ufficio è un purgatorio, sostenendo che sono tutti morti. Le inquadrature di loro che si svegliano dopo essersi appisolati sulle loro sedie aggiungono un elemento inquietante alla narrazione. Durante la crociera, Michael confida al capitano la sua relazione con Bernard e Pauline. L'ufficio organizza un'attività di calisthenics al The Distraction e Luis insiste che si tratta di un'opera d'arte performativa, causando tensioni con Donna. I due esplorano un centro abbronzatura, dove le emozioni si fanno sentire e Donna rivela la sua disperazione esistenziale. Dopo un momento di commozione, i due tornano in ufficio. Sulla nave, il capitano decide di partire, impacchettando le sue cose e partendo con una piccola barca. Carol saluta i suoi nuovi amici, Luis e Donna, che partono insieme. Al termine dell'episodio 3, Donna descrive a Luis la sua attività di estetista mentre si allontanano in auto. L'episodio approfondisce le dinamiche surreali dell'ufficio e le lotte personali dei suoi abitanti.

### Sorelle
In questo segmento, che inizia a 6 mesi e 11 giorni dalla fine, Carol sta imparando il francese mentre viaggia in campagna. Seguendo una mappa, incontra la sorella Elena, che arriva in volo con un paracadute. Elena documenta le loro avventure con una videocamera, cercando di catturare i momenti più profondi e le intuizioni di Carol sul loro rapporto. Le sorelle intraprendono un'escursione a piedi, durante la quale Elena fa domande insistenti, provocando disagio e tensione tra loro. Le riprese rivelano il disagio di Carol nei confronti della telecamera e le domande insistenti di Elena sulle bugie e i rimpianti di Carol causano attriti. Alla fine si perdono, dando luogo a un'accesa discussione in cui Elena ammette il suo tentativo di avvicinarsi a Carol di fronte all'imminente destino. La mattina dopo, i due trovano la strada per la cascata e, fuori campo, sembra che si siano riappacificati. Alla cascata, nonostante l'assenza di acqua, Carol esprime qualcosa di significativo prima che il filmato si interrompa. Più tardi, Carol si apre sul suo lavoro in ufficio, portando gioia a Elena, che le esprime amore. Un filmato della passata avventura di Elena in Spagna elogia Carol perché sa quello che vuole, al contrario di Elena, che tende a seguire gli altri. Alla fine del viaggio, Carol accompagna se stessa ed Elena a casa con la sua bicicletta. Il filmato viene ingrandito per mostrare Elena che guarda la registrazione in TV. Cambia il nome del nastro da "Spagna" a "Carol", a simboleggiare il significato delle loro esperienze condivise e della loro crescita personale.

### David
La storia inizia con una scena vivace in cui una band suona "Oh Carol", con i partecipanti che ballano, compresa la protagonista, Carol. Si verifica un cambio, che rivela spezzoni di dipendenti di The Distraction. Carol, insoddisfatta della mancanza di comunicazione tra i colleghi, prende l'iniziativa di imparare i loro nomi dai file del personale. Mentre si confronta con i suoi colleghi per nome, una svolta cupa si verifica quando scoprono che un collega, David, è morto in ufficio. Nonostante l'iniziale riluttanza degli altri, Carol insiste nell'affrontare la situazione, portando a un'esplorazione della vita e della famiglia di David. La ricerca dello zio di David li porta inavvertitamente al suo funerale, che si conclude in modo agrodolce. Dopo la cremazione di David, Carol scopre tra i suoi effetti personali la chiave di una stanza d'albergo. Visita il Sentinel Suites abbandonato, trovando abiti da ufficio e un manuale da impiegato. Felicissima per la vicinanza al suo posto di lavoro, torna con l'urna di David e dà un accorato annuncio della sua morte ai colleghi, invitandoli a un addio sul tetto. Nonostante la risposta indifferente, Carol, insieme a Donna, Luis e altri dipendenti, si riunisce sul tetto per scambiare parole gentili su David prima di liberare le sue ceneri. La storia cattura il potere di trasformazione dei legami umani in mezzo alla perdita, mentre Carol saluta i suoi colleghi chiamandoli per nome, favorendo un ritrovato cameratismo.

### Festività
Carol e Donna vivono esperienze contrastanti durante il fine settimana. Carol trascorre il suo tempo a casa, occupandosi di attività banali come cucinare e pulire, mentre Donna fa shopping e riflette sui suoi rapporti familiari. Donna assiste a una festa di Natale a casa del figlio, ma si sente scollegata dalla vita dei suoi figli. Nel frattempo, Carol incontra un ragazzo vestito da vampiro ad Halloween e, dopo alcune avventure, scopre che è un orfano. Il ragazzo viene infine accolto da Greg, il vicino di casa di Carol, e da sua moglie. La storia tocca anche la vita di un personaggio di nome Luis, che si dedica ad attività discutibili. Donna riceve a sorpresa un libro di ricordi da "Babbo Natale", che porta gioia al suo Natale e spinge a riflettere sul suo passato. Nonostante alcuni rimpianti, Donna trova conforto nel momento in cui si congeda dai suoi figli, concludendo la narrazione.

### La spilla a forma di scarabeo
La narrazione segue Gil, un impiegato rimproverato per scarso rendimento, che si prende una vacanza forzata. Al suo ritorno, travestito da Petey Leonard, osserva vari personaggi alla ricerca di oggetti smarriti al Distraction. La storia si snoda attraverso diversi personaggi e i loro legami, tra cui Luis che perde una spilla, Carol e Donna che trovano vari oggetti e il caos causato da Keppler 9C. Durante la ricerca, viene scoperta una bambola di Luis con la spilla mancante. La narrazione tocca il passato del capo e le connessioni tra gli oggetti perduti e i dipendenti di The Distraction. I flashback rivelano la storia dell'ufficio e la storia si conclude con Carol che prende una sciarpa blu. Nel mondo delle bambole di Doug, Luis trova la sua spilla a misura di bambola e si scambiano un bacio. La narrazione esplora i temi della perdita, della riscoperta e del passare del tempo.

### La vita e il tempo di Bashiir Hassan
Steven è deluso di trovare suo padre, Eric, che dorme sul divano tutto il giorno. Steven decide di trasferirsi dalla madre in Canada e, nonostante gli sforzi di Eric per convincerlo a restare, Steven insiste. Contemporaneamente, durante una crociera, i genitori di Carol affrontano una crisi quando il personale abbandona la nave, lasciandoli in difficoltà per sopravvivere. I pirati arrivano e complicano ulteriormente la situazione. Nonostante le proteste di Eric, Steven è deciso a partire ed Eric accetta di accompagnarlo in Canada. Durante il viaggio, Eric cerca di entrare in contatto con Steven, che inizialmente è distante. In un'area di sosta, Eric fa conoscere a Steven il suo metodo unico di preparazione dei trail mix, che li aiuta a legare. Nel frattempo, durante la crociera, i passeggeri affrontano le sfide con i pirati. Tornati al viaggio, Eric condivide con Steven le sue abilità di vita e gli assicura il suo costante sostegno. I due cantano insieme e discutono del passato amore di Eric. Sulla nave da crociera si scatena una crisi quando appaiono nuvole scure e si avvicina un'onda anomala. Il capo dei pirati e i passeggeri della crociera collaborano per attraversare l'onda con successo. Mentre Eric e Steven si accampano per la notte, Steven legge una lettera accorata che Eric ha scritto a sua moglie, esprimendo la sua gioia per aver saputo dell'imminente nascita di Steven. Steven ammette di aver mentito sul fatto di sapere dove si trovasse sua madre, rivelando di voler aiutare Eric a ricongiungersi con lei. Sollevato, Eric abbraccia Steven. I pirati, dopo aver aiutato i crocieristi, progettano un viaggio in auto attraverso l'America, mentre Eric e Steven decidono di proseguire verso le cascate del Niagara.

### Alla ricerca dell'onda perfetta
Carol si imbarca in un'avventura di surf con i compagni Baba Lou Anne, Dottie e CP, alla ricerca dell'onda perfetta per scoprire se stessa. Ogni compagno ha una storia unica. Nonostante il viaggio in varie località, tra cui Cabo San Lucas, Toscana, Thailandia e Oman, Carol si sente sempre più persa. Una visione psichedelica del tè con Auli'li e Wailele la avvicina all'inafferrabile onda perfetta. In Oman incontra Jackson, un ex-surfista dal passato misterioso. Un'esperienza di quasi morte a Hastings la mette alla prova e lei lotta con le conseguenze. Infine, in Perù, incontra un uomo della sua visione che la conduce alle onde perfette. Tuttavia, si rende conto che il viaggio l'ha cambiata e che ogni onda era perfetta a modo suo. Tornata a Kapali, Carol trova pace e appagamento, non inseguendo più gli ideali. Abbraccia il presente, godendosi le onde con i suoi compagni. Il viaggio ha chiuso il cerchio e Carol ha scoperto che la vera perfezione è dentro di sé.

### L'indagine
In ufficio si sperimenta un'inaspettata esplosione emotiva scatenata da vari comportamenti non convenzionali, attribuiti in particolare a una donna di nome Carol. La responsabile delle risorse umane, Kathleen, ritiene che la cordialità di Carol abbia un impatto negativo sull'ambiente di lavoro. Mentre Kathleen indaga e registra le sue osservazioni, scopre l'influenza di Carol nel promuovere il cameratismo tra i dipendenti attraverso attività come lo scambio di pranzi e le riunioni settimanali da Applebee. Nonostante la resistenza iniziale di Kathleen, alla fine si unisce al gruppo e si affeziona. La professionalità dell'ufficio si deteriora, portando a una sessione di pianto. Alla fine, Kathleen dà la colpa della rottura al crescente senso di comunità, ma Carol la sorprende invitandola all'happy hour. Kathleen, commossa dall'esperienza, presenta un rapporto accorato. La storia si conclude con la consapevolezza che lo sfogo emotivo iniziale è stato il risultato del crollo di Kathleen stessa. La narrazione intreccia legami personali e l'imminente destino della Terra a causa della gravità di Keplero.

## Personaggi
- Carol Kohl, voce originale di Martha Kelly, italiana di Roberta Pellini.
- Pauline Kohl, voce originale di Beth Grant, italiana di Graziella Polesinanti.
- Bernard Kohl, voce originale di Lawrence Pressman, italiana di Stefano Oppedisano.
- Eric, voce originale di Michael Chernus, italiana di Emiliano Reggente.
- Elena Kohl, voce originale di Bridget Everett, italiana di Eleonora De Angelis.
- Donna, voce originale di Kimberly Hébert Gregory, italiana di Laura Lenghi.
- Luis, voce originale di Mel Rodriguez, italiana di Fabrizio Manfredi.
- Steven, voce originale di Sean Gianbrome, italiana di Goffredo Marsiliani.
- HR Lady/Kathleen , voce originale di Laurie Metcalf, italiana di Aurora Cancian.

## Distribuzione
Il 26 ottobre 2023 Netflix ha annunciato una nuova serie animata per adulti, Carol e la fine del mondo, una singola stagione da 10 episodi di trenta minuti l'uno. Presentata in anteprima il 15 dicembre 2023.